# نوبوتوشی کاندا
نوبوتوشی کاندا (به انگلیسی: Nobutoshi Kaneda) بازیکن فوتبال اهل ژاپن و عضو تیم ملی فوتبال ژاپن است که در تاریخ ۱۵ ژوئن ۱۹۷۷ میلادی اولین بازی ملی‌اش را انجام داد. او در ۵۸ بازی ملی نقش آفریتی کرد و آخرین بازی ملی خود را در تاریخ ۳۱ مه ۱۹۸۴ میلادی انجام داد. نوبوتوشی کاندا در بازی‌های ملی‌اش
۶ گل به ثمر رساند.